# 八女警察署
八女警察署（やめけいさつしょ）は、福岡県警察が管轄する警察署の一つで、筑後地区に属する。

## 所在地
- 本庁舎: 八女市役所の西に位置する。
  - 〒834-0031 八女市本町465番地
- 黒木庁舎: 八女市役所黒木支所の南に位置する。
  - 〒834-1216 八女市黒木町桑原248番地1（北緯33度12分39秒 東経130度40分0.6秒 / 北緯33.21083度 東経130.666833度）

## 管轄区域
- 八女市・八女郡広川町

## 沿革
- 1886年（明治19年）9月1日 - 久留米警察署福島分署から福島警察署となる。
- 1948年（昭和23年）3月7日 - 自治体警察の福島町警察署と国家地方警察の八女地区警察署に分離。
- 1954年（昭和29年）7月1日 - 福岡県警察が発足。八女市に八女警察署設置。
- 1984年（昭和59年）8月10日 - 現庁舎新築。
- 2010年（平成22年）4月1日 - 黒木警察署と統合。黒木署は八女署の黒木警部交番となる[1]。

## 交番
- 福島交番 - 八女市本村379番地12
- 黒木警部交番 - 八女市黒木町桑原248番地1（黒木庁舎内）
- 広川交番 - 八女郡広川町大字新代1790番地2

## 駐在所
- 忠見駐在所 - 八女市忠見656番地1
- 横山駐在所 - 八女市上陽町上横山4479番地1
- 北川内駐在所 - 八女市上陽町北川内643番地1
- 大淵駐在所 - 八女市黒木町大淵4056番地2
- 光友駐在所 - 八女市立花町谷川1115番地1
- 北山駐在所 - 八女市立花町北山1091番地8
- 辺春駐在所 - 八女市立花町上辺春393番地1
- 矢部駐在所 - 八女市矢部村北矢部10511番地1
- 星野駐在所 - 八女市星野村13080番地5